# Pequenita
Pequenita, como é conhecida Maria do Socorro Dias Santos, nascida em 12 de outubro de 1941, em Pilão Arcado, é uma trabalhadora rural brasileira, conhecida por ser a única moradora de sua cidade natal, inundada no contexto da construção da Barragem de Sobradinho. Morou solitária na cidade durante quarenta anos. Seu caso foi objeto do documentário Pequenita, de Nadia Bochi, e do curta-metragem Desterro, de Marília Hughes Guerreiro e Cláudio Marques.
Sua história de vida foi registrada pelo Museu da Pessoa em 2007, com o título "Uma mulher porreta".